# Sam James

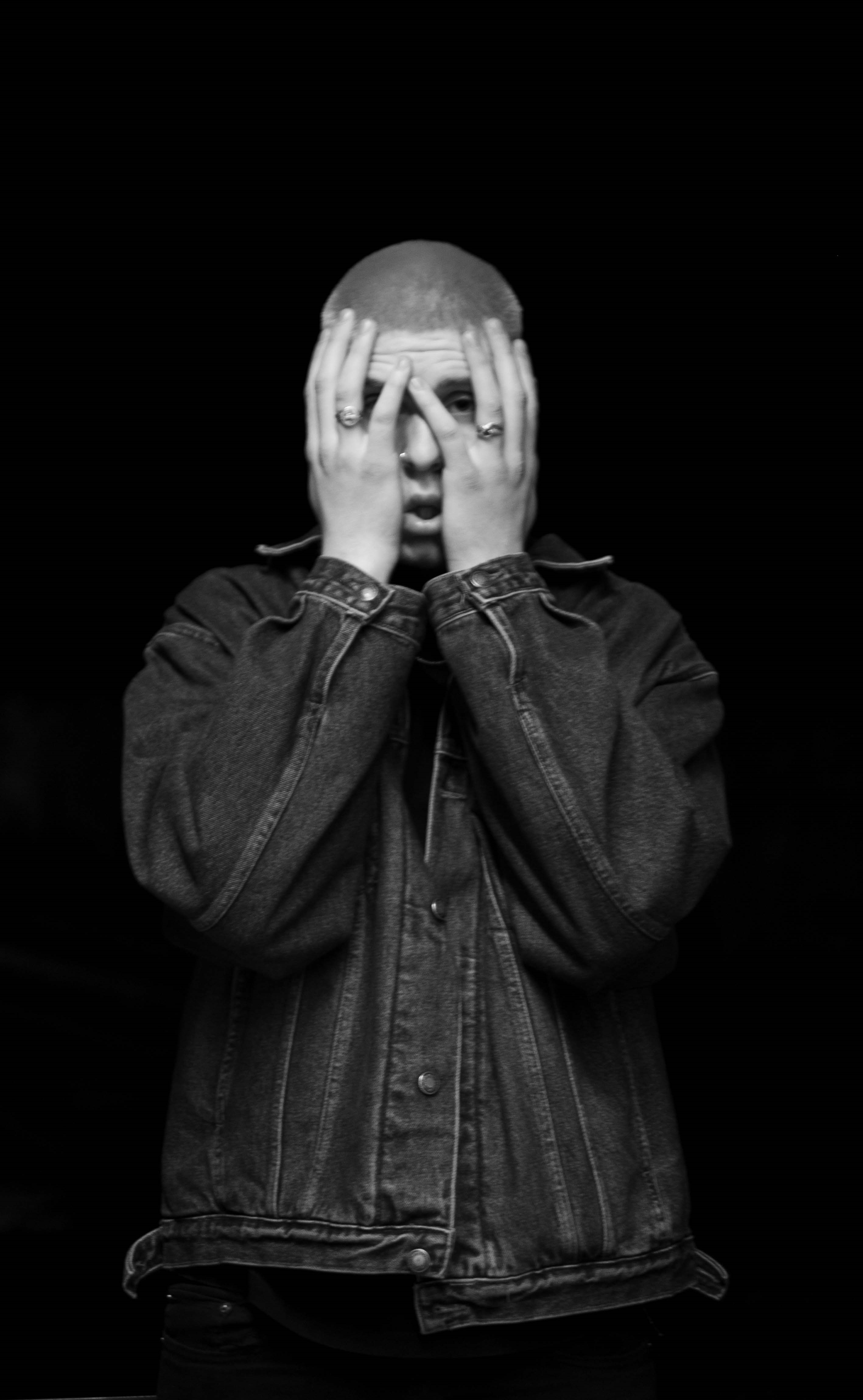
Sam James, 2020

Sam James (* 28. März 1996 in Leverkusen, Nordrhein-Westfalen; bürgerlich Samuel Patrick James) ist ein deutsch-britischer Sänger, Rapper, Songwriter und Musikproduzent. In seiner Musik mischt er insbesondere Indie-Rock-, Hip-Hop- und Pop-Elemente zu Songs mit eigenen Texten und selbst produzierten Instrumentals.

## Biografie
Sam James wuchs zunächst in Langenfeld auf und versuchte sich in jungen Jahren an verschiedenen Instrumenten, bis er schließlich mit dem Schlagzeug spielen begann. Insbesondere durch seinen britischen Vater genoss er eine sehr musikalische und internationale Jugend, welche ihn früh an englischsprachige Musik brachte. Inspiriert von Künstlern wie Kid Cudi, Kanye West, The Kooks und Sido begann er dann im Alter von 16 Jahren mit dem Produzieren von Beats in seinem Kinderzimmer.
Durch sein Produzenten-Alter-Ego rvger begann er über die Musikplattform Soundcloud schnell Kontakte zu anderen Künstlern zu knüpfen und produzierte unter anderem Musik für Mena, Kynda Gray, Toon, Rapsta - gemeinsam mit seinem guten Freund Ducid konnte er mit dem Instrumental für Yung Fusion - The Mission sogar einen kleinen internationalen Hit landen, welcher durch den holländischen EDM-Künstler Dread Pitt im Remix schnell über eine Million Streams auf der Streamingplattform Spotify erreichte.
Später zog Sam James nach Köln, um eine Ausbildung zum Kaufmann für audiovisuelle Medien zu absolvieren. Durch das neue Umfeld und die vielen Möglichkeiten, die eine Großstadt mit sich brachte, begann Sam James weitere Kontakte zu knüpfen und fing an eigene Texte und Songs zu schreiben, die er unter dem Künstlernamen rvger auf Soundcloud veröffentlichte.
Anfang 2018 erschien (erstmals unter dem Künstlernamen Sam James) seine erste EP Sam vs. Die Welt. Nebenbei folgten weitere Produktionen für Sierra Kidd, 3Moon, Holy Modee, bis 2019 die EP Reihe "Fantasie & Wahnsinn: Die Revolution" erschien Über Instagram und gemeinsame Bekannte lernte er im selben Jahr den Berliner Produzenten und Rapper Nugat kennen, welcher ihm eine erste Live-Auftrittsmöglichkeit auf seiner Paranoia Flash Dude Tour im Veedelsclub in Köln ermöglichte. Anschließend folgte eine gemeinsame EP von Nugat und Sam James, welche den Namen "Untitled EP No.3" trug.
Ende 2019 erschienen zwei Songs über das Label Loud Records von Sylabil Spill.  Die Songs Abel und Kain schafften es in mehrere relevante Streaming-Playlists und wurden unter anderem auf verschiedenen Radiosendern wie Jam FM, Big FM, Radio Fritz und WDR Cosmo gespielt.
Anfang 2020 erschien sein aktuelles Projekt "Handle With Care", auf dem er erstmals mit dem Gold-Produzenten iLLthinker zusammenarbeitete, welcher bereits Künstler wie Bausa, Motrip, Farid Bang und Summer Cem produzierte. Die meisten Beats auf dem Projekten stammten von Sam James, iLLthinker half anschließend beim Mixing und Mastering.

## Handle With Care
Sein jüngstes Projekt "Handle With Care" beschreibt die eigene Zerbrechlichkeit des Künstlers - insbesondere auf Liebe zu anderen und zu sich selbst. Dabei setzt Sam James abseits der Norm allerdings nicht auf düstere und schwere Beats und krampfhaft deepe Texte, sondern liefert einen freien und ehrlichen Sound mit inhaltlicher Tiefe und musikalischer Leichtigkeit.

## Videos
Im Juli 2017 veröffentlichte Sam James sein erstes Video, welches in Eigenregie mit Alex Piwo gedreht wurde. Das Video zeigt Sam James in verschiedenen Bereichen der Musikindustrie, welche er als Independent-Künstler in einer Rolle verbindet. Die Intention war es, die Vielfältigkeit und Kreativität des jungen Künstlers visuell auf eine humorvolle Art darzustellen.
2020 veröffentlichte Sam James mit dem Youtuber Raphi gemeinsam ein neues Video für den Song "Das Nächste mal" als Singleauskopplung für das Projekt Handle With Care.

## Presse
Mit seiner Musik fand Sam James bereits auf mehreren gängigen Plattformen im deutschen HipHop Anklang. Von Beats in der 16 Bars Hotbox über Mauli und Staigers "Wundersame Rapwoche" bis hin zu schriftlichen Interviews und Artikeln auf Hiphopde, Rapde, 16bars und dem Diffus Magazin - die gesamte Pressearbeit und Kommunikation erfolgte selbstständig.

## Shows
Sam James machte 2018 erste Live-Erfahrungen auf dem Jam Connect oder der Für-die-Gang-Veranstaltung (beide Köln), ehe er 2019 seine eigene Drippin‘-Party in Österreich spielte. Künstler wie Reezy, Marty Baller, Ce$ und Elias traten dort ebenfalls in den Folgejahren auf. Später überzeugte er dann als Kölner Support für die Paranoia Flash Dude Tour von Nugat im Mai 2019.

## Diskografie
EPs
- 2018: Sam vs. die Welt
- 2019: Fantasie & Wahnsinn: Die Revolution I
- 2019: Fantasie & Wahnsinn: Die Revolution II
- 2019: Untitled No.3 (mit Nugat)
- 2020: Handle With Care
- 2020: Ego

Als Produzent und Gastmusiker
- 2016: Mena – Wer lügt? (Produktion)
- 2017: Toon - Mr. Yayo (Produktion)
- 2017 Toon & Rapsta: Hall of Fame (Produktion)
- 2017: Yung Fusion - The Mission (Produktion)
- 2017: 3Moon - Snowflakes (Produktion)
- 2018 Sierra Kidd - Friends (Produktion)
- 2019 Holy Modee - KopfHerz (Produktion)
- 2019 Robo - My Nigga (Produktion)